# Álbum de grandes éxitos
Un álbum de grandes éxitos, también denominado lo mejor de o antología de, es una compilación de canciones populares y conocidas (generalmente lanzadas como sencillos, aunque no necesariamente) de un cantante o banda, y lanzada como un álbum más.

## Características
Para aumentar el interés en dicho álbum (especialmente para las personas que ya tienen el material previamente lanzado), habitualmente se les agregan nuevas canciones, regrabaciones de algunos clásicos y también remixes. Generalmente cuando se graban nuevas canciones para ser incluidas dentro de un álbum de grandes éxitos, aparte también son lanzadas como sencillos promocionales de este.
Un artista generalmente lanza un álbum de grandes éxitos cuando ya tiene una carrera consolidada, con varias canciones que hayan logrado convertirse en "éxitos" (de ahí el nombre), aunque también hay algunas excepciones, como por ejemplo de artistas que con no más de dos álbumes lanzados al mercado, lanzan una compilación de grandes éxitos.

## Otras denominaciones
En el mercado inglés son generalmente lanzados bajo el nombre de greatest hits, hits, o también como compilaciones best of', en cambio en Asia generalmente se les conoce como álbumes best, o best album. Los álbumes lanzados de este tipo no necesariamente tienen que incluir sencillos, en muchas ocasiones son privilegiadas canciones preferidas por los aficionados de determinado artista, o canciones que han sido aclamadas por la crítica, donde incluso varios sencillos quedan descartados.